# Chiesa di San Bartolomeo (Funes)
La chiesa di San Bartolomeo è una chiesa ubicata a Funes, nella frazione di Tiso.

## Storia e descrizione
Citata nei documenti già nel 1307, in stile romanico, la chiesa venne ricostruita, come testimoniato da un'incisione dietro l'altare, nel 1489 in stile tardo gotico, assumendo il suo aspetto definitivo. Nel 2003 fu restaurata.
Esternamente, sulla parete vicino all'ingresso, è affrescato San Cristoforo a grandezza naturale. Internamente è a navata unica, con coro nella parte terminale: superato l'ingresso, sulla controfacciata, è posta una tavola che raffigura i Quattordici santi ausiliatori del 1503. La zona dell'altare maggiore è contraddistinta da una pala di Ruprecht Potsch del 1520, con le statue di Maria con il Gesù bambino, San Bartolomeo e San Florian, mentre sul retro è il Volto Santo, che presenta una bocca sfigurata: per questo motivo la chiesa è stata per anni meta di pellegrinaggi da persone affette da problemi ai denti. La volta del coro è adornata con gli affreschi dei volti di San Bartolomeo, Maria col Bambino e San Wolfgang. Sulla parete nord si trova un affresco raffigurante i Dodici apostoli scoperto nel 1964 ma realizzato nel 1611; sullo stesso lato è un altare in stile barocco del 1701, con tavola dei Quattordici santi ausiliatori e un pulpito in legno intagliato.